# Llorenç Arguimbau Mercadal
Llorenç Arguimbau Mercadal (Maó, Menorca, 1783-Maó, Menorca, 1854). Militar menorquí que formà part de l'exèrcit britànic, arribant al grau de Tinent General.

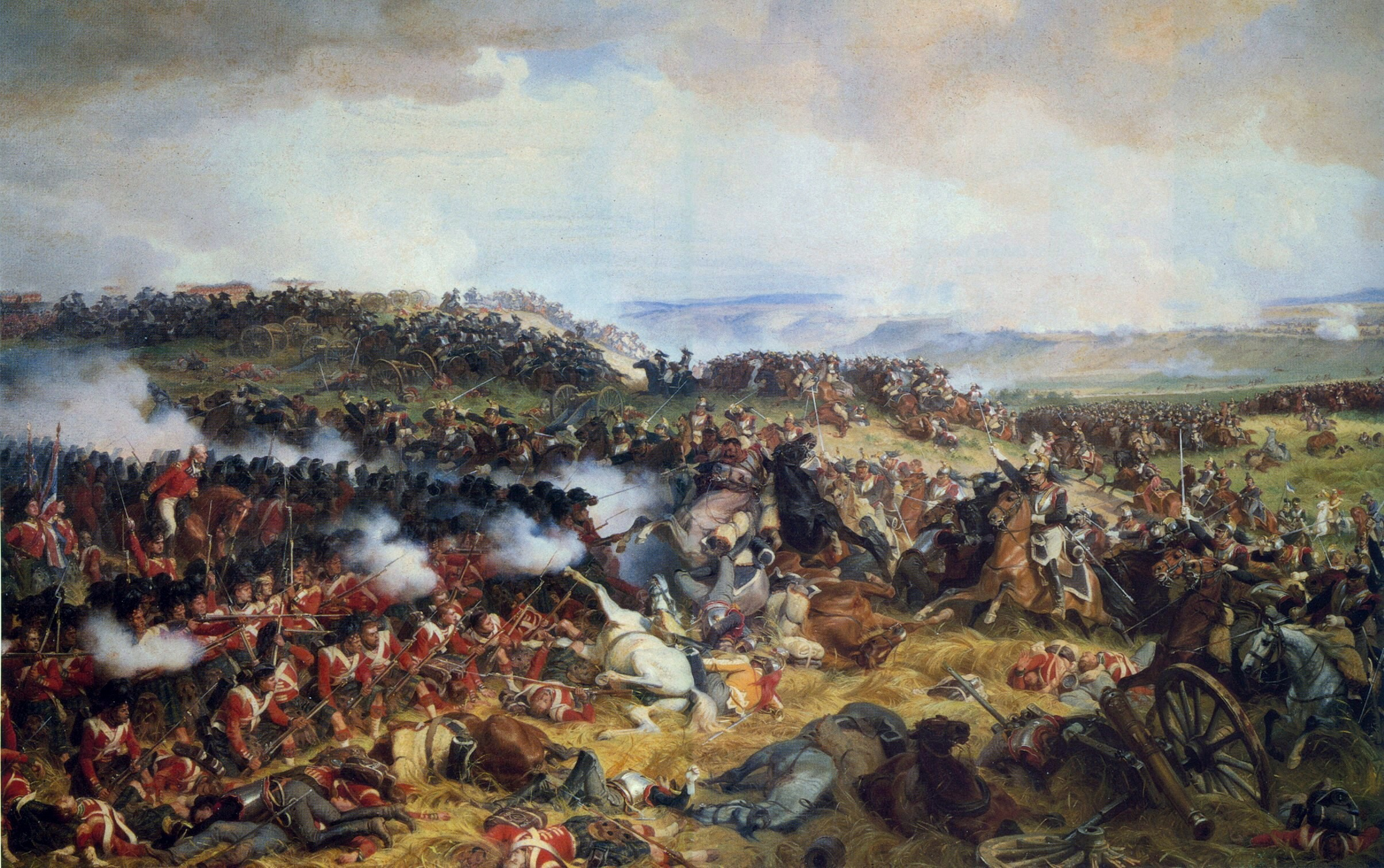
La infanteria britànica resisteix la càrrega dels cuirassers francesos a Waterloo.

Quan tenia 18 anys Menorca estava sota bandera britànica i entrà a formar part de l'exèrcit en el Primer Regiment d'Infanteria Escocesa, comandat pel Duc de Kent. El 1803 va ser destinat a les Índies Occidentals, on participà en la rendició de l'illa de Santa Llúcia i a la presa de l'illa de Tobago. Ja com a capità lluità a la península a la guerra contra Napoleó, participant en les batalles de Busaco, Badajoz, Castrejón, Salamanca, Osma i Vitòria. El 1813, a la batalla de Sant Sebastià hagué de prendre el comandament de l'atac i fou ferit, perdent un braç. De resultes d'aquests fets d'armes fou ascendit a sergent major. Participà heroicament a les batalles de Nivelle i Waterloo, on tornà ser ferit. El 1816 obtingué llicència per retornar a Maó, on morí el 18 d'agost de 1854. El 1837 havia estat ascendit a coronell de l'exèrcit britànic, el 1845 a major general i el 1853 a tinent general. Obtingué la Medalla General de Servei a l'exèrcit. És fill Il·lustre de Maó.